# Aumes
Aumes är en kommun i departementet Hérault i regionen Occitanien i södra Frankrike. Kommunen ligger i kantonen Montagnac som tillhör arrondissementet Béziers. År 2022 hade Aumes 502 invånare.

## Befolkningsutveckling
Antalet invånare i kommunen Aumes
Referens:INSEE